# Gurania huebneri
Gurania huebneri är en gurkväxtart som beskrevs av Hermann August Theodor Harms. Gurania huebneri ingår i släktet Gurania och familjen gurkväxter. Inga underarter finns listade i Catalogue of Life.